# Ehrenberg (Hohnstein)
Ehrenberg je vesnice, místní část města Hohnstein v německé spolkové zemi Sasko. Nachází se v zemském okrese Saské Švýcarsko-Východní Krušné hory a má 634 obyvatel.

## Historie
Založení lesní lánové vsi spadá do středověku. První písemná zmínka pochází z roku 1427, kdy je uváděn jako Irrenberg. V roce 1974 byla k Ehrenbergu přičleněna sousední ves Cunnersdorf, od roku 1994 jsou obě součástí města Hohnstein.

## Geografie
Ehrenberg se nachází na severním okraji Saského Švýcarska. Nejvyšším bodem je Hutberg (396 m) ležící severně od středu vsi. Páteřním vodním tokem je Ehrenberský potok, který se severně od sousedního Lohsdorfu vlévá do Schwarzbachu. V roce 1897 byla uvedena do provozu úzkorozchodná železniční trať Goßdorf-Kohlmühle – Hohnstein zvaná Schwarzbachbahn (Dráha Černého potoka), která byla ovšem roku 1951 zrušena. V Ehrenbergu stály dvě zastávky, a to Niederehrenberg a Oberehrenberg.

## Pamětihodnosti
- renesanční vesnický kostel z doby kolem roku 1500
- pomník obětem první světové války
- podstávkové domy